# El Águila
El Águila – miasto w Kolumbii, w departamencie Valle del Cauca.